# オセット人

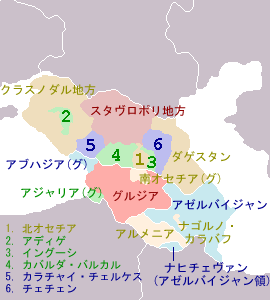
北オセチアと南オセチア

オセット人（オセットじん、Осетин; Osetin）は、カフカース地方の山岳地帯に住むイラン系民族。

## 概要
主な居住地域はカフカース山脈をまたいで南北に広がり、ロシア連邦の北オセチア共和国と、ジョージアの南オセチア自治州に分かれている。総人口はおよそ60万人。オセチア人とも呼ばれる。
独自の言語としてインド・ヨーロッパ語族のイラン語群に属するオセット語が使用されている。主な宗教はキリスト教で70%以上が正教会の信徒であるが、イスラム教を信仰する者も15%ほどいる。
古代東ヨーロッパで活動した民族アラン人の後裔と考えられており、中世にはアス人と呼ばれていた。民族名のオセットは、アス人(As)をオウス(Ovs)と呼んでいたグルジア人が、アス人の居住地域を指してOvsetiと言っていたのがロシア語に取り入れられて広まった他称である。もっとも、自称としてはアスの名は失われ、オセット語による自称はイロン(Iron)あるいはディゴル(Digor)、ディゴロン(Digoron)である。

## オセット人のサブグループ

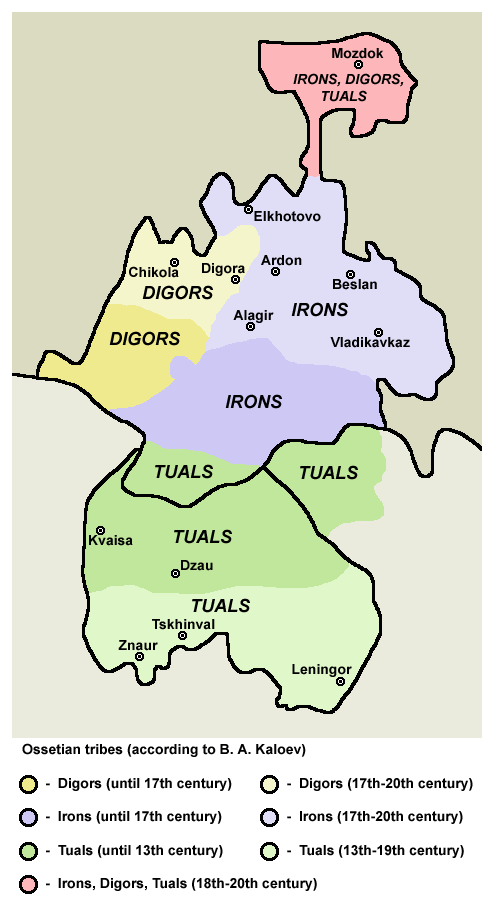

- ディゴル人 - 西部オセット人
- イロン人 - 北部オセット人
  - クダール人 - イロン人の一派
- トゥアル人 - 南部オセット人

## 歴史
オセット人は、スキタイ、サルマタイ、アラン人などの古代の黒海北岸一帯で活動したイラン系民族の後裔と考えられている。彼らは諸民族と混交を重ねていく中で、アス人と自称したオセット人の先祖がハザールの解体後、カフカス山脈北麓の低地地帯に王国を形成し、カフカス先住諸民族の強い影響を受けた独自の文化を発展させた。
13世紀前半、アス人の王国はモンゴル帝国によって征服され、首都マガスを始めとする諸都市は壊滅的な打撃を受けた。これ以来アス人はモンゴルの支配下に入り、モンゴルの支配を嫌って逃亡した若干のアス人はハンガリーに逃げ込んで同地でヤース人と呼ばれる民族集団になった。ヤース人はその後ハンガリー人への同化が進み、現在はハンガリー人の一部と考えられている。
また、アス人の一部は降伏してモンゴル軍に加えられるとそのまま中国に移住し、元に仕えるアスト人親衛軍を構成した。「アスト」は「アス」のモンゴル語による複数形である。メルキト部出身のモンゴル人将軍バヤンに率いられたアスト人親衛軍は元朝治下のモンゴル高原で行われた数多くの戦争で大きな戦果をあげ、南坡の変に代表される14世紀前半に頻発した後継者争いを巡る政変において重要な役割を負うことになる。こうして中国でモンゴル人の遊牧民と同化していったアストの人々は1368年に元が中国を放棄してモンゴル高原に帰るとこれに従って高原の遊牧民の一集団となり、長らくモンゴル民族の中の部族名としてアストの名が残った。例えば、15世紀前半にモンゴルのハーンを擁立してオイラトと熾烈な争いを繰り広げた有力部族長として、アスト部族のアルクタイという者の名が伝わっている。
一方、カフカス北麓の低地に残っていたアス人も、良質な草原地帯であるこの地方へと遊牧を広げようとするジョチ・ウルスのテュルク系遊牧民の圧迫を受けてカフカスの山岳地帯へと南下を余儀なくされ、現在の北オセチアに移住して4つの部族集団からなる部族連合を形成した。また、一部のアス人（オセット人）はカフカス山脈を越えて南下し、南オセチアの領域に入って群小村落共同体を立てた。山岳地帯に入った彼らは民族統一国家を打ち立てることはなく、北オセチアのオセット人は西方のカバルダ人、南オセチアのオセット人は南方のグルジア人の支配下に入る。
17世紀に入るとロシア帝国の北カフカースへの進出が進み、18世紀末から19世紀初頭にかけて、オセチアの一帯はロシアによって併合された。

## 分子遺伝学
オセット人はアラン人、ひいてはアラン人の先祖とされるスキタイ、サルマタイなどの古代の黒海北岸一帯で活動したイラン系民族の後裔だと自認しており実際にイラン系言語を話すが、アラン人の直接の子孫なのかあるいはアラン人の言語を取り入れただけの民族なのかはいまだ結論は出ていない。
2004年のNasidzeらの研究によると、ミトコンドリアDNA（母系遺伝）は北オセチア人と南オセチア人で共通の起源を持ち、さらに周りのコーカサス系民族よりもイラン系民族との近縁性が強い。一方でY染色体（父系遺伝）のハプログループは、北オセチア人はコーカサス山脈北麓の諸民族との近縁性があり、南オセチア人は南麓の諸民族との近縁性があるとされた。これらのことからNasidzeらは、オセット人はイラン系民族を先祖に持つが後代になってそれぞれの周りの諸民族との男系遺伝子の混交が起こったのではないかと提案した。
Balanovskyらは2011年の研究において、Nasidzeらの研究では特に北コーカサスの諸民族のY染色体のサンプルサイズが小さいことを指摘したうえで、より多くのサンプルを用いて精度の高い解析を行った。南北合わせたオセット人男性は少なくとも56%（主要部族のイロン族に限れば73%）がY染色体ハプログループG2a1a-P18をもつ一方で、このハプログループは他のコーカサス民族の中では平均で3%しか見られない。その逆に、北西コーカサス語族の話者（シャプスグ人、チェルケス人、アブハズ人）に特徴的なハプログループG2a3b1-P303はオセット人には3%しか見られず、ナフ系言語話者（チェチェン人、イングーシ人）に特徴的なハプログループJ2a4b-M67(xM92)やダゲスタン人に特徴的なハプログループJ1-M267(xP58)はそれぞれ8.4%、2.6%しかオセット人の中には見られない。つまりオセット人を含めコーカサスの諸民族の男性はそれぞれの民族に特徴的なY染色体のDNAをもつことが示された。
Y染色体のハプログループが現れる頻度を多変量解析した結果からは、これらのコーカサス民族はオセット人を含めてすべて互いに比較的近縁であり、かつ、（現代の）ヨーロッパの民族よりも（現代の）中東の民族に遺伝的に近いことが分かった。歴史学的・考古学的には人口と文化は旧石器・新石器時代は中東からコーカサスへ、1500年前以降はイラン系騎馬遊牧民族（すなわちヨーロッパへ遺伝的影響をもたらした民族）によって北方のステップ地帯からコーカサスへという流れがあったことを考えると、オセット人の男系遺伝子は周りのコーカサス民族と同じくイラン系騎馬遊牧民族ではなく先史時代の中東からの移住に起源があるといえる。
発掘された人骨からの遺伝子解析の結果に目を向けると、スキタイとされる人骨標本のY染色体ハプログループはR1a1-M17に限られているため、オセット人の男系遺伝子の起源とは考えられない。しかし、アラン人とされる人骨標本のハプログループはG2であるため、アラン人はオセット人の直接の起源であると主張する文献もある。

## 著名なオセット人
- ヴァレリー・ゲルギエフ - ロシアの指揮者で、モスクワ生まれのオセット人
- 露鵬幸生・白露山佑太 - 元力士、北オセチア共和国出身
- アラン・ジャゴエフ - ロシアのサッカー選手、CSKAモスクワ在籍